# Apisa lippensi
Apisa lippensi är en fjärilsart som beskrevs av Sergius G. Kiriakoff 1960. Apisa lippensi ingår i släktet Apisa och familjen björnspinnare. Inga underarter finns listade i Catalogue of Life.